# Keresztelő Szent János születése fatemplom (Zám)
A zámi Keresztelő Szent János születése fatemplom műemlékké nyilvánított épület Romániában, Hunyad megyében. A romániai műemlékek jegyzékében a  HD-II-m-A-03475 sorszámon szerepel.